# アパッチ郡 (アリゾナ州)
アパッチ郡（英: Apache County）は、アメリカ合衆国アリゾナ州に位置する郡。人口は6万6021人（2020年）。郡庁所在地はセントジョーンズである。

## 地理
アパッチ郡はナヴァホ族インディアン指定保留地、フォートアパッチインディアン指定保留地、及び化石の森国立公園の一部が含まれる。キャニオン・デ・シェリー国定記念物 はこの郡内部にある。
アメリカ合衆国統計局によると、この郡は総面積29,056 km2 (11,218 mi2) である。このうち29,020 km2 (11,205 mi2) が陸地で35 km2 (14 mi2) が水地域である。総面積の0.12%が水地域となっている。

### 隣接する郡
- グリーンリー郡（南）
- グレアム郡（南）
- ナヴァホ郡（西）
- モンテズマ郡 (コロラド州)（北東）
- サンフアン郡 (ユタ州)（北）
- サンファン郡 (ニューメキシコ州)（東）
- マッキンリー郡 (ニューメキシコ州)（東）
- シボラ郡 (ニューメキシコ州)（東）
- カトロン郡 (ニューメキシコ州)（東）

## 人口動勢
2000年国勢調査で、この郡は人口69,423人、19,971世帯、及び15,257家族が暮らしている。人口密度は2/km2 (6/mi2) である。1/km2 (3/mi2) の平均的な密度に31,621軒の住居が建っている。この郡の人種的構成は先住民76.88%、白人19.50%、アフリカン・アメリカン0.25%、アジア0.13%、太平洋諸島系0.06%、その他の人種1.75%、及び混血1.43%である。人口の4.49%がヒスパニックまたはラテン系である。
この郡内の住民は38.50%が18歳未満の未成年、18歳以上24歳以下が9.40%、25歳以上44歳以下が25.10%、45歳以上64歳以下が18.70%、及び65歳以上が8.30%にわたっている。中央値年齢は27歳である。女性100人ごとに対して男性は98.20人である。18歳以上の女性100人ごとに対して男性は94.50人である。
この郡内の世帯ごとの平均的な収入は23,344米ドルであり、家族ごとの平均的な収入は26,315米ドルである。男性は30,182米ドルに対して女性は22,312米ドルの平均的な収入がある。この郡の一人当たりの収入 (per capita income) は8,986米ドルである。人口の37.80%及び家族の33.50%は貧困線以下である。全人口のうち18歳未満の42.80%及び65歳以上の36.50%は貧困線以下の生活を送っている。

## 都市と町
市
- セントジョーンズ（郡庁所在地）

町
- イーガー
- スプリンガービル

国勢調査指定地域
- レッドメサ (Red Mesa)
- ロックポイント (Rock Point)
- ラフロック (Rough Rock)
- スティームボート (Steamboat)
- ウインドーロック (Window Rock)
- コンチョ
- Burnside
- Chinle
- Dennehotso
- Fort Defiance
- Ganado
- Houck
- Lukachukai
- Many Farms
- McNary
- Nazlini
- Round Rock
- Sawmill
- St. Michaels
- Teec Nos Pos
- Tsaile